# Војник са два имена (ТВ филм)
„Војник са два имена” је југословенски ТВ филм из 1961. године. Режирао га је Јован Коњовић а сценарио је написао Антоније Исаковић.

## Улоге
| Глумац             | Улога |
| ------------------ | ----- |
| Петар Банићевић    |       |
| Маја Чучковић      |       |
| Стојан Дечермић    |       |
| Маријан Ловрић     |       |
| Бранка Митић       |       |
| Никола Поповић     |       |
| Ружица Сокић       |       |
| Милорад Миша Волић |       |